# Luca Venantini
Luca Venantini (New York, 2 dicembre 1970) è un attore italiano.

## Biografia
Figlio dell'attore Venantino Venantini, ha vissuto a New York fino al 1990. Ha esordito nel cinema a 8 anni in Amo non amo di Armenia Balducci con Jacqueline Bisset, girando poi a 15 anni Superfantagenio, interpretato da Bud Spencer e diretto da Bruno Corbucci. Tornato a New York ha proseguito gli studi ed ha lavorato, tra l'altro, ad un episodio pilota di una serie televisiva per la Fininvest, con John Turturro. In seguito si è trasferito a Roma, dove ha interpretato come protagonista due fiction televisive di successo dirette da Bruno Corbucci, Classe di ferro e Quelli della speciale.
Nel 1993 prende parte al film tv di Piernico Solinas, Chi tocca muore, interpretato da Franco Nero e Martin Sheen. Nel 1995 ha lavorato ne Il caso Braibanti, diretto per Rai 1 da Franco Bernini, e in Terra bruciata di Andres Pfaeffli, prima di girare Giovani e belli di Dino Risi, del 1996. Nello stesso anno è il co-protagonista maschile, accanto ad Alessandra Martines, della miniserie in due puntate Fantaghirò 5, diretta da Lamberto Bava. Dal 2001 si trasferisce a Napoli, ed entra a far parte del cast di La squadra dove interpreta "Stefano De Pretis".

## Filmografia

### Cinema
- Amo non amo, regia di Armenia Balducci (1979)
- Apocalypse domani, regia di Antonio Margheriti (1980)
- Paura nella città dei morti viventi, regia di Lucio Fulci (1980)
- Il giustiziere della strada, regia di Giuliano Carnimeo (1983)
- The Beniker Gang, regia di Ken Kwapis (1984)
- Superfantagenio, regia di Bruno Corbucci (1986)
- Terra bruciata (1995)
- Giovani e belli, regia di Dino Risi (1996)
- Delitto in prima serata (2000)
- The Museum of Wonders (2010)
- Razzabastarda (2012)

### Televisione
- ABC Weekend Specials – serie TV, 1 episodio
- Quattro storie di donne – miniserie TV, 1 episodio (1989)
- Classe di ferro – serie TV, 22 episodi (1989-1991)
- Chi tocca muore – film TV (1992)
- Quelli della speciale – miniserie TV (1992)
- Fantaghirò 5 – film TV (1996)
- Il compagno – film TV (1999)
- La squadra – serie TV (2000)
- Ama il tuo nemico 2 – film TV (2001)
- Empire – miniserie TV, 2 episodi (2005)
- Don Matteo – serie TV, episodio 6x20 (2008)
- Romanzo criminale - La serie – serie TV, 1 episodio (2009)

## Doppiatori italiani
- Massimiliano Manfredi in Superfantagenio
- Fabio Boccanera in Giovani e belli
- Giorgio Borghetti in Fantaghirò 5